# Katharine Coman

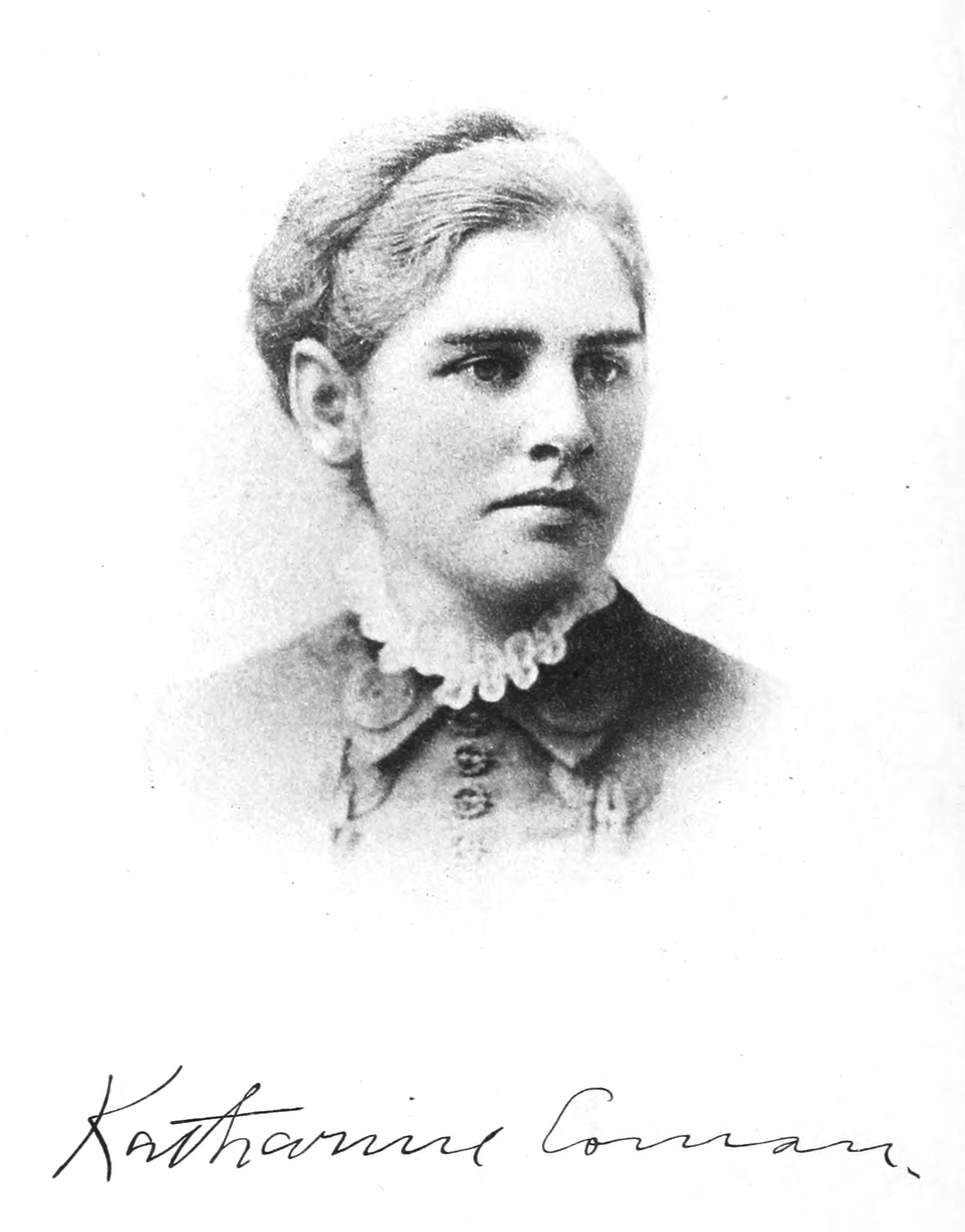
Katharine Coman

Katharine Coman (* 23. November 1857 in Newark, Ohio; † 11. Januar 1915 in Wellesley, Massachusetts) war eine US-amerikanische Autorin, Lehrerin, Historikerin, Ökonomin und Sozialreformerin.

## Leben
Coman studierte an der University of Michigan bis 1880. Als Autorin schrieb Coman mehrere Werke. Sie unterrichtete von 1883 bis 1900 als Hochschullehrerin für Geschichte am Wellesley College, wo sie später Dekanin war.
Ihre Lebensgefährtin war die US-amerikanische Autorin und Dichterin Katharine Lee Bates, mit der sie in Wellesley, Massachusetts, wohnte.

## Werke (Auswahl)
- The Growth of the English Nation, 1894
- History of England, 1899
- A Short history of England, gemeinsam mit Elizabeth Kendall
- English History Told by English Poets, 1902, (ISBN 0-8369-6097-1) gemeinsam mit Katharine Lee Bates
- Industrial History of the United States, 1905; Wiederauflage 1911
- Economic Beginnings of the Far West, 1912